# Dream a Little Dream of Me
„Dream a Little Dream of Me“ (česky: Sni o mně svůj malý sen) je píseň z roku 1931, jejíž hudbu složili Fabian Andre a Wilbur Schwandt. Autorem textu je Gus Kahn, americký textař německého původu. Píseň byla poprvé nahrána v únoru roku 1931 Ozziem Nelsonem, a později také Waynem Kingem s Jeho Orchestrem a vokalistou Ernie Birchillem. Tato velmi populární píseň se postupně objevila ve více než 60 dalších provedeních. Nejvýše v žebříčcích se však dostala verze z roku 1968, kterou nazpívala „Mama“ Cass Elliotová společně s The Mamas & the Papas.
české coververze
- Pod názvem „Tam pod nebeskou bání“ s textem Aidy Brumovské ji v roce 1970 nazpívala Eva Olmerová
  - Tuto verzi později zařadily do repertoáru také Jitka Zelenková (2006) a Jitka Vrbová (2004)
- Pod názvem „Hvězdy jako hvězdy“ s textem Gabriely Osvaldové ji v roce 1998 nazpívala Lucie Bílá
- Pod názvem „Hvězdy nad tebou“ s textem Petra Hensela ji v roce 1993 natočila skupina Nezmaři
- Originální verzi natočila v roce 1978 Eva Svobodová